# Félix Clemente Malcher
Félix Antonio Clemente Malcher ou apenas Clemente Malcher (Monte Alegre, 1772 — Belém, 20 de fevereiro de 1835) foi um militar, um dos líderes do movimento Cabanagem (por independência na província do Grão-Pará em 1835), e político brasileiro, como um dos presidentes da Província do Grão-Pará, durante o Governo Cabano..

## Biografia
Filho de Antônio José Malcher e Anastácia Josefa Matilde de Sousa, entrou para a vida militar e foi porta-bandeira do Regimento de Milícias, em 13 de setembro de 1823, foi promovido alferes, depois tenente, capitão e finalmente, tenente-coronel.
Foi um dos líderes da cabanagem, assumindo como presidente da província do Pará em 7 de janeiro de 1835 a fevereiro de 1835. Durante o período da Cabanagem, Malcher 'traiu' os ideais de seus companheiros de causa (Antonio Vinagre e Eduardo Angelim), por se manter fiel às exigências do governo imperial e não atender prontamente às reivindicações dos revoltosos. Foi morto por um dos cabanos (Quintiliano Barbosa), á bordo de um escaler que o retirara do brigue "Cacique", para então ser remanejado para a Fortaleza da Barra, em Belém.
Casou-se com Rosa Maria Henriques de Lima, filha do rico proprietário do Rio Acará, com quem teve João Diogo Clemente Malcher (1820-1891) - vereador (1857-79), presidente da Câmara (1882-86) e Deputado Provincial (1869) do Pará.
Malcher tinha fazenda na cidade de Acará, a qual escondeu membros da revolução da Cabanagem. Hoje, na atual Fazenda chamada Acará-Açu, que pertenceu a Orlando Costa Souza, cria-se búfalos e gado nelore, há plantações de açaí e mandioca, além de castanha do pará e pimenta do reino. Situada a margem esquerda do rio Acará, para quem sai de Belém do Pará, encontram-se ali ruínas de antigas edificações, dentre elas uma igreja onde, segundo relatos de moradores antigos, foi enterrado Felix Malcher, um dos lideres da cabanagem. Há também um cemitério, datado da época do movimento. Pelas ruínas, tem-se uma amostra do que foi o movimento no lugar. Trata-se de um ótimo sítio para pesquisas históricas e arqueológicas sobre o movimento da Cabanagem.
Apesar dos relatos sobre o local de enterro dos restos mortais de Felix Malcher o mesmo foi sepultado na Igreja de Nossa Senhora do Carmo, em Belém (PA), providência consentida e recomendada por Dom Romualdo Coelho, Bispo do Pará.